# Euphyia adexitata
Euphyia adexitata là một loài bướm đêm trong họ Geometridae.